# بن تشاندلر
البرت بنيامين «بن» تشاندلر الثالث (ولد في 12 سبتمبر 1959) سياسي ومحامي أمريكي شغل منصب عضو مجلس النواب الأمريكي عن ولاية كنتاكي من العام 2004 وحتي العام 2013 كما شغل منصب المدعي العام للولاية نفسها من العام 1995 وحتى العام 2003.